# Iran Combine Manufacturing Company
Iran Combine Manufacturing Company (ICM) est le plus grand fabricant de moissonneuses-batteuses du Moyen-Orient, situé à Arak. ICM a été créé en 1969 sous licence de l'américain John Deere.

## Histoire
Iran Combine Manufacturing Co. a été créé et enregistré en 1969 sous le nom de « Jansaz (Ltd) » et a démarré la production de machines agricoles d’une capacité de vingt mille tonnes par an.
En 1970, la société a été vendue à un consortium dirigé par la société américaine John Deere, qui a finalement pris le nom de « Iran John Deere ». Cependant, en 1982, la propriété de la société a été transformée en une action commune.

## Opérations
En 2008, le directeur général d'Iran Combine Manufacturing a déclaré que la Chine avait annoncé sa volonté de créer une coentreprise dans l'entreprise.
Les produits ICM sont exportés en Chine depuis 1984 et, depuis lors, son réseau de distribution s’est étendu au Kazakhstan, au Tadjikistan, au Pakistan, en Afghanistan, en Irak, en Ouzbékistan, au Zimbabwe, en Espagne et au Venezuela.